# Sofia Arvidsson
Lena Sofia Alexandra Arvidsson (Halmstad, 16 febbraio 1984) è un'ex tennista svedese.

## Biografia
Sofia Arvidsson ha cominciato a giocare a tennis ad 8 anni. Suo padre, Yngve, è un poliziotto, mentre la madre una maestra di pianoforte.
Ha un ottimo rapporto con il torneo RMK Championships di Memphis, in questa competizione conta infatti tre finali con due vittorie, le uniche ottenute nel circuito Wta.

### 2012
L'anno 2012 della Arvidsson inizia male perdendo al secondo turno delle qualificazioni nel torneo di Auckland. Si qualifica al torneo di Sydney eliminando all'ultimo turno di qualificazioni Alexandra Dulgheru, e perdendo proprio da lei al primo turno. Perde al primo turno all'Australian Open battuta da Olivia Rogowska per 6-3 6-1.
Vince il torneo di Memphis battendo in finale la neozelandese Marina Eraković per 6-3 6-4, confermando l'ottimo feeling con questo torneo. Esce al secondo turno al torneo di Acapulco per mano di Flavia Pennetta per 2-6 7–6(5) 6-1. Viene eliminata al terzo turno ad Indian Wells da Caroline Wozniacki 3-6 7-5 6-2. Perde al secondo turno a Miami contro Sabine Lisicki per 6-3 6-2.
Viene estromessa ai primi turni nei tornei di Cophenagen e Madrid, rispettivamente contro Patricia Mayr-Achleitner e Christina McHale. Perde al secondo turno nel torneo di Roma contro Sorana Cîrstea per 6-3 6-1. Esce in semifinale al torneo di Brussels per mano della rumena Simona Halep per 6-4 6-3. Al Roland Garros, dopo aver vinto contro la 17sima testa di serie Roberta Vinci, perde nettamente al secondo turno 6-1 6-0 contro Jaroslava Švedova.

## Statistiche

### Singolare

#### Vittorie (2)
| Legenda: Prima del 2009 | Legenda: Dal 2009     |
| ----------------------- | --------------------- |
| Grande Slam (0)         |                       |
| Ori Olimpici (0)        |                       |
| WTA Championships (0)   |                       |
| Tier I (0)              | Premier Mandatory (0) |
| Tier II (0)             | Premier 5 (0)         |
| Tier III (1)            | Premier (0)           |
| Tier IV & V (0)         | International (1)     |

| N. | Data             | Torneo                          | Superficie  | Avversaria in finale | Punteggio     |
| 1. | 25 febbraio 2006 | Cellular South Cup, Memphis     | Cemento (i) | Marta Domachowska    | 6-2, 2-6, 6-3 |
| 2. | 25 febbraio 2012 | Cellular South Cup, Memphis (2) | Cemento (i) | Marina Eraković      | 6-3, 6-4      |

#### Sconfitte (2)
| Legenda: Prima del 2009 | Legenda: Dal 2009     |
| ----------------------- | --------------------- |
| Grande Slam (0)         |                       |
| Ori Olimpici (0)        |                       |
| WTA Championships (0)   |                       |
| Tier I (0)              | Premier Mandatory (0) |
| Tier II (0)             | Premier 5 (0)         |
| Tier III (1)            | Premier (0)           |
| Tier IV & V (0)         | International (1)     |

| N. | Data             | Torneo                      | Superficie    | Avversaria in finale | Punteggio |
| 1. | 6 novembre 2005  | Bell Challenge, Québec      | Sintetico (i) | Amy Frazier          | 1-6, 5-7  |
| 2. | 21 febbraio 2010 | Cellular South Cup, Memphis | Cemento (i)   | Marija Šarapova      | 2-6, 1-6  |

### Doppio

#### Vittorie (1)
| Dal 2009              |
| --------------------- |
| Grande Slam (0)       |
| Ori Olimpici (0)      |
| WTA Championships (0) |
| Premier Mandatory (0) |
| Premier 5 (0)         |
| Premier (0)           |
| International (1)     |

| N. | Data              | Torneo                 | Superficie    | Compagna        | Avversarie in finale                             | Punteggio        |
| 1. | 18 settembre 2010 | Bell Challenge, Québec | Sintetico (i) | Johanna Larsson | Bethanie Mattek-Sands Barbora Záhlavová-Strýcová | 6-1, 2-6, [10-6] |

#### Sconfitte (4)
| Dal 2009              |
| --------------------- |
| Grande Slam (0)       |
| Ori Olimpici (0)      |
| WTA Championships (0) |
| Premier Mandatory (0) |
| Premier 5 (0)         |
| Premier (0)           |
| International (4)     |

| N. | Data              | Torneo                                             | Superficie    | Compagna          | Avversarie in finale                  | Punteggio        |
| 1. | 19 settembre 2009 | Bell Challenge, Québec                             | Sintetico (i) | Séverine Beltrame | Barbora Záhlavová-Strýcová Vania King | 1-6, 3-6         |
| 2. | 7 gennaio 2011    | ASB Classic, Auckland                              | Cemento       | Marina Eraković   | Květa Peschke Katarina Srebotnik      | 3-6, 0-6         |
| 3. | 14 aprile 2012    | Danish Open, Copenaghen                            | Sintetico (i) | Kaia Kanepi       | Kimiko Date-Krumm Rika Fujiwara       | 2-6, 6-4, [5-10] |
| 4. | 23 febbraio 2013  | U.S. National Indoor Tennis Championships, Memphis | Cemento (i)   | Johanna Larsson   | Kristina Mladenovic Galina Voskoboeva | 6(5)-7, 3-6      |

## Risultati in progressione
| Sigla | Risultato               |
| ----- | ----------------------- |
| V     | Vincitore               |
| F     | Finalista               |
| SF    | Semifinalista           |
| O     | Oro olimpico            |
| A     | Argento olimpico        |
| SF    | Bronzo olimpico         |
| QF    | Quarti di Finale        |
| 4T    | Quarto turno            |
| 3T    | Terzo turno             |
| 2T    | Secondo turno           |
| 1T    | Primo turno             |
| RR    | Round Robin             |
| LQ    | Turno di qualificazione |
| A     | Assente                 |
| ND    | Non disputato           |

| Legenda superfici    |
| -------------------- |
| Cemento              |
| Terra battuta        |
| Erba                 |
| Superficie variabile |

### Singolare
| Tornei del Grande Slam |     |     |     |     |     |     |     |     |     |     |     |     |     |     |       |
| Australian Open        | A   | LQ  | 1T  | LQ  | 3T  | 1T  | 2T  | 1T  | 2T  | 1T  | 1T  | 1T  | LQ  | A   | 4–9   |
| Open di Francia        | A   | LQ  | LQ  | 2T  | 2T  | 1T  | 1T  | LQ  | 1T  | 1T  | 2T  | 1T  | LQ  | A   | 3–8   |
| Wimbledon              | A   | LQ  | LQ  | 2T  | 1T  | LQ  | 1T  | LQ  | 1T  | 1T  | 1T  | 1T  | LQ  | A   | 1–7   |
| US Open                | LQ  | LQ  | LQ  | LQ  | 2T  | 1T  | 2T  | LQ  | 2T  | 1T  | 2T  | 2T  | LQ  | A   | 5–7   |
| Vittorie-sconfitte     | 0–0 | 0–0 | 0–1 | 2–2 | 4–4 | 0–3 | 2–4 | 0–1 | 2–4 | 0–4 | 2–4 | 1–4 | 0–0 | 0-0 | 13–31 |
| Ranking a fine anno    | 167 | 113 | 176 | 67  | 63  | 102 | 64  | 124 | 52  | 78  | 41  | 118 | 271 | 316 |       |

### Doppio nei tornei del Grande Slam
| Torneo          | 2004 | 2005 | 2006 | 2007 | 2008 | 2009 | 2010 | 2011 | 2012 | 2013 | 2014 | 2015 | V--S |
| --------------- | ---- | ---- | ---- | ---- | ---- | ---- | ---- | ---- | ---- | ---- | ---- | ---- | ---- |
| Australian Open | A    | A    | 1T   | 2T   | A    | 2T   | A    | 2T   | 1T   | 1T   | A    | A    | 3-6  |
| Open di Francia | A    | A    | 2T   | A    | 1T   | A    | 1T   | 2T   | 1T   | 1T   | A    | A    | 2-6  |
| Wimbledon       | A    | A    | 1T   | 1T   | A    | A    | 1T   | 1T   | 1T   | 1T   | A    | A    | 0-6  |
| US Open         | A    | A    | 1T   | A    | 1T   | A    | 1T   | 2T   | 1T   | 1T   | A    | A    | 1-6  |
| Totale          | 0-0  | 0-0  | 1-4  | 1-2  | 0-2  | 1-1  | 0-3  | 3-4  | 0-4  | 0-4  | 0-0  | 0-0  | 6-24 |

### Doppio misto nei tornei del Grande Slam
| Torneo          | 2004 | 2005 | 2006 | 2007 | 2008 | 2009 | 2010 | 2011 | 2012 | 2013 | 2014 | 2015 |
| --------------- | ---- | ---- | ---- | ---- | ---- | ---- | ---- | ---- | ---- | ---- | ---- | ---- |
| Australian Open | A    | A    | A    | A    | A    | A    | A    | 2T   | A    | 1T   | A    | A    |
| Open di Francia | A    | A    | 1T   | A    | A    | A    | A    | A    | A    | A    | A    | A    |
| Wimbledon       | A    | A    | 1T   | A    | A    | A    | A    | A    | 1T   | 3T   | A    | A    |
| US Open         | A    | A    | A    | A    | A    | A    | A    | A    | A    | A    | A    | A    |

## Vittorie contro giocatrici Top 10
| Stagione | 2008 | 2009 | 2010 | 2011 | 2012 | 2013 | Totale |
| Vittorie | 2    | 0    | 0    | 3    | 1    | 1    | 7      |

| #    | Giocatrice         | Ranking | Evento                           | Superficie  | Turno | Punteggio        | Rank. SAR |
| ---- | ------------------ | ------- | -------------------------------- | ----------- | ----- | ---------------- | --------- |
| 2008 |                    |         |                                  |             |       |                  |           |
| 1.   | Marion Bartoli (1) | 10      | Australian Open, Melbourne       | Cemento     | 1T    | 6(3)-7, 6-4, 6-3 | 80        |
| 2.   | Anna Čakvetadze    | 6       | Diamond Games, Anversa           | Cemento (i) | 2T    | 6-3, 7-5         | 66        |
| 2011 |                    |         |                                  |             |       |                  |           |
| 3.   | Jelena Janković    | 10      | Brussels Open, Bruxelles         | Terra rossa | 2T    | 3-6, 6-3, 6-3    | 76        |
| 4.   | Caroline Wozniacki | 1       | Swedish Open, Båstad             | Terra rossa | 2T    | 2-6, 1-0 rit.    | 73        |
| 5.   | Petra Kvitová      | 5       | China Open, Pechino              | Cemento     | 2T    | 7-6(6), 4-6, 6-3 | 85        |
| 2012 |                    |         |                                  |             |       |                  |           |
| 6.   | Marion Bartoli (2) | 10      | Kremlin Cup, Mosca               | Cemento (i) | 2T    | 6-3, 6-0         | 46        |
| 2013 |                    |         |                                  |             |       |                  |           |
| 7.   | Samantha Stosur    | 9       | Brisbane International, Brisbane | Cemento     | 1T    | 7-6(4), 7-5      | 41        |